# Lényeges szingularitás
A komplex analízisben egy függvény lényeges szingularitása egy erős szingularitás, azaz olyan hely, aminek közelében a függvény furcsán viselkedik. A viselkedést analitikus esetben a nagy Picard-tétel írja le. A szingularitások harmadik fajtája a megszüntethető szingularitás és a pólus mellett.

## Formális leírás

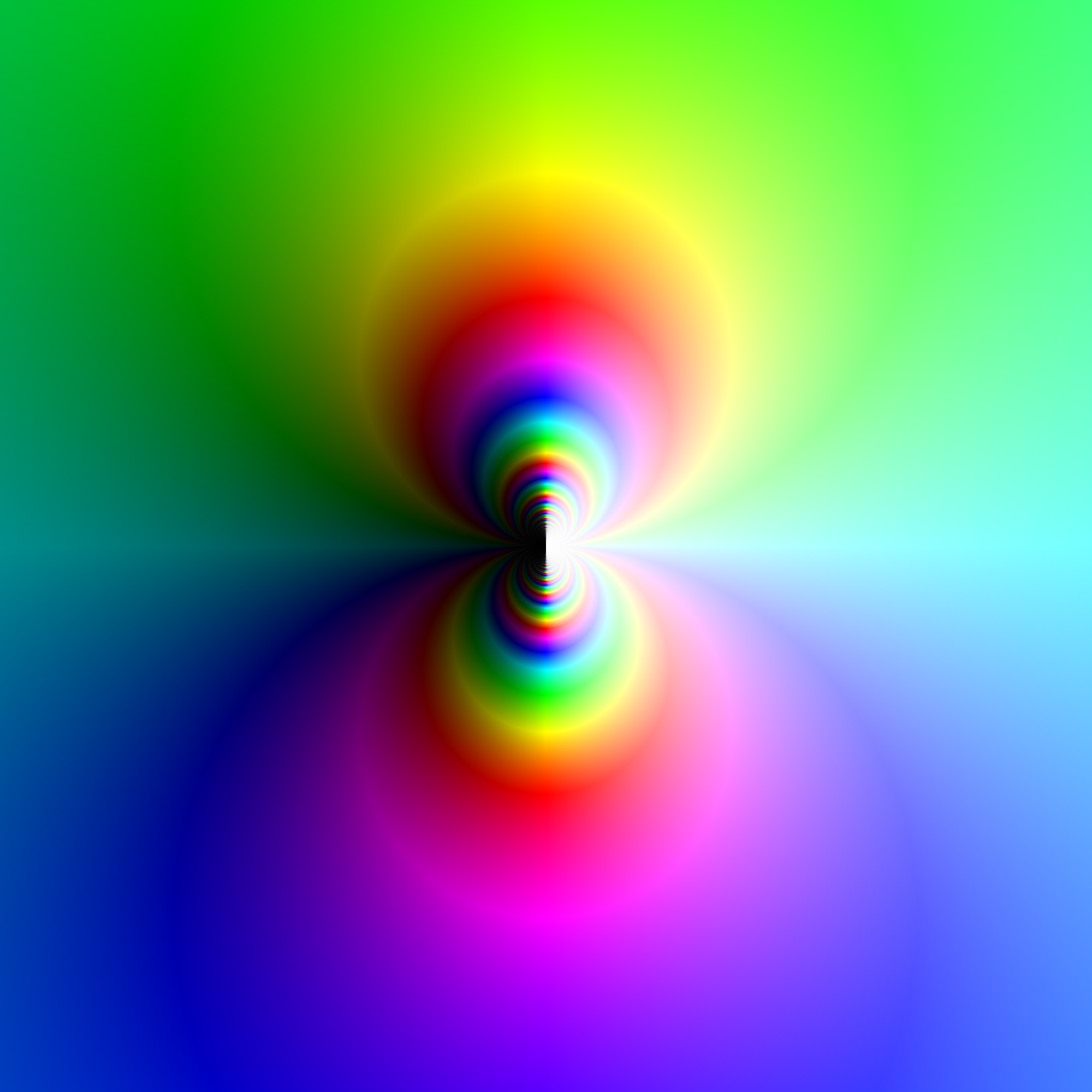
Az exp(1/z) lényeges szingularitása nullában. A szín az érték komplex argumentumát, fényessége az abszolútértéket jelöli. A lényeges szingularitás különböző irányokból megközelítve különböző viselkedést mutat

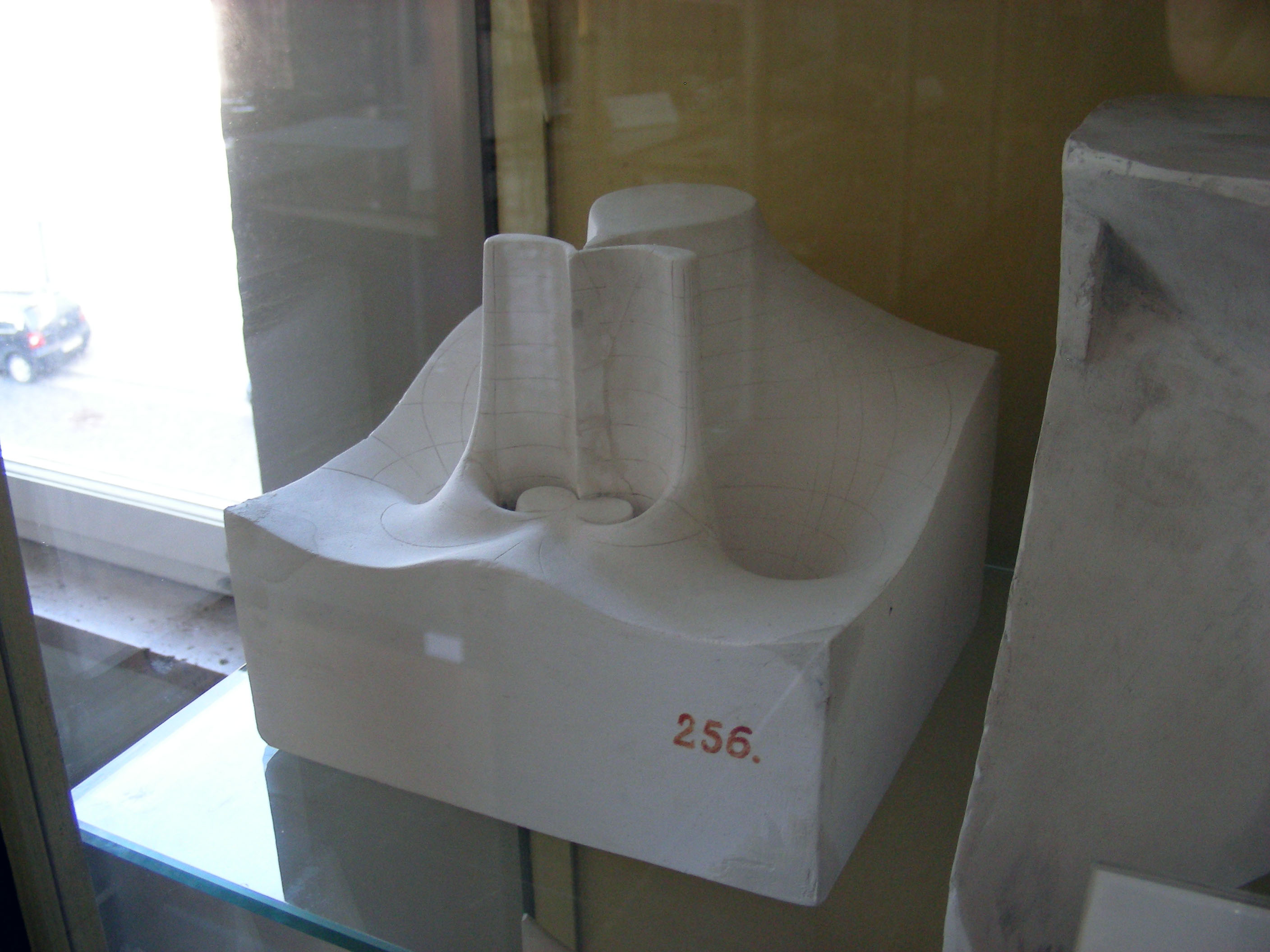

Legyen  U a  C nyílt részhalmaza, és a az U egy eleme, továbbá f : U \ {a} → C holomorf függvény. Az a pont lényeges szingularitása az f függvénynek, ha szingularitása, de nem megszüntethető és nem is pólus.
Például az  f(z) = e1/z függvénynek lényeges szingularitása van a z = 0 helyen.

## Alternatív megfogalmazás
A következőkben a komplex szám, és az f(z) függvény nem értelmezhető a-ban, de egy U környezetében igen; továbbá a minden környezetének nem üres a metszete U-val.
Ha a :{\displaystyle \lim _{z\to a}f(z)}    és   {\displaystyle \lim _{z\to a}{\frac {1}{f(z)}}}  határértékek egyike sem létezik, akkor a szingularitás lényeges.
Holomorf esetben a lényeges szingularitás környékén a Casorati–Weierstrass-tétel és a nagy Picard-tétel szerint viselkedik. Ezek azt mondják ki, hogy a lényeges szingularitás minden környezetében legfeljebb egy kivétellel minden érték fel van véve, mégpedig végtelenszer.
A lényeges szingularitás jellemzője, hogy  a szingularitás körüli Laurent-sornak végtelen sok negatív fokú tagja van, azaz a lényegi rész végtelen sok tagból áll. Egy kapcsolódó definíció szerint ha van egy {\displaystyle a} pont, ahol az {\displaystyle f(z)(z-a)^{n}} egyik deriváltja sem konvergál egy határértékhez, ha  {\displaystyle z} tart {\displaystyle a}-hoz, akkor {\displaystyle a} lényeges szingularitása az {\displaystyle f(z)} függvénynek.

## Fordítás
Ez a szócikk részben vagy egészben  az   Essential singularity című angol Wikipédia-szócikk fordításán alapul.  Az eredeti cikk szerkesztőit annak laptörténete sorolja fel. Ez a jelzés csupán a megfogalmazás eredetét és a szerzői jogokat jelzi, nem szolgál a cikkben szereplő információk forrásmegjelöléseként.